# Penstemon ammophilus
Penstemon ammophilus är en grobladsväxtart som beskrevs av Noel Herman Holmgren och L.M. Schultz. Penstemon ammophilus ingår i släktet penstemoner, och familjen grobladsväxter. Inga underarter finns listade i Catalogue of Life.